# 난가이촌
난가이촌(南外村) 아키타현 중앙부에 위치했던 촌이다. 2005년 3월 22일에 주변의 정촌이 합병되어서 다이센시가 되어 소멸되었다.

## 역사
- 1889년 4월 1일 - 정촌제 시행과 함께 센보쿠군 미나미나라오촌, 소토오토모촌이 성립하였다.
- 1955년 3월 31일 - 미나미나라오촌, 소토오토모촌과 합병해 난가이촌이 되었다.
- 2005년 3월 22일 -  오마가리시, 가미오카정, 센보쿠정, 오타정, 교와정, 나카센정, 니시센보쿠정과 합병해 다이센시가 되었다.

## 교통

### 도로
- 국도 105호선